# Champ Rugby
La Champ Rugby, anteriormente conocida como RFU Championship, es la segunda categoría oficial de clubes de rugby de Inglaterra.
En la actualidad cuenta con catorce equipos, el campeón obtiene el ascenso a la Premiership, una de las ligas más poderosas del mundo.
Anualmente los equipos de la competencia participan en la Premiership Rugby Cup, la copa nacional para los equipos pertenecientes a la categoría.

## Competición

### Formato
La temporada regular del Championship va de septiembre a mayo y consta de 26 jornadas, en las que cada club juega contra su rival en casa y fuera. Durante un partido del Championship, los puntos que recibe cada equipo para la clasificación de la liga pueden ser ganados de varias formas distintas:
- 4 puntos por una victoria.
- 2 puntos por un empate.
- 1 punto de bonus por perder por 7 puntos o menos.
- 1 punto de bonus por marcar 4 tries o más en un partido.
- 0 puntos por una derrota.

Tras la temporada regular, el equipo que obtiene el primer puesto, se corona como campeón del torneo, además asciende directamente a la Premiership.
Mientras que el último lugar desciende directamente a la National League 1, tercera categoría del rugby de Inglaterra.

## Campeonatos
| Edición | Temporada | Campeón             | Subcampeón          |              |
| ------- | --------- | ------------------- | ------------------- | ------------ |
| I       | 1987-88   | Rosslyn Park        | Liverpool St Helens |              |
| II      | 1988-89   | Saracens            | Bedford Blues       |              |
| III     | 1989-90   | Northampton Saints  | Liverpool St Helens |              |
| IV      | 1990-91   | Rugby Lions         | London Irish        |              |
| V       | 1991-92   | London Scottish     | West Hartlepool     |              |
| VI      | 1992-93   | Newcastle Gosforth  | Waterloo R.F.C      |              |
| VII     | 1993-94   | Sale Sharks         | West Hartlepool     |              |
| VIII    | 1994-95   | Saracens            | Wakefield RFC       |              |
| IX      | 1995-96   | Northampton Saints  | London Irish        |              |
| X       | 1996-97   | Richmond FC         | Newcastle Falcons   |              |
| XI      | 1997-98   | Bedford Blues       | West Hartlepool     |              |
| XII     | 1998-99   | Bristol Bears       | Rotherham Titans    |              |
| XIII    | 1999-00   | Rotherham Titans    | Leeds Tykes         |              |
| XIV     | 2000-01   | Leeds Tykes         | Worcester Warriors  |              |
| XV      | 2001-02   | Rotherham Titans    | Worcester Warriors  |              |
| XVI     | 2002-03   | Rotherham Titans    | Worcester Warriors  |              |
| XVII    | 2003-04   | Worcester Warriors  | Orrell R.U.F.C.     |              |
| XVIII   | 2004-05   | Bristol Bears       | Exeter Chiefs       |              |
| XIX     | 2005-06   | Harlequins          | Bedford Blues       |              |
| XX      | 2006-07   | Leeds Tykes         | Rotherham Titans    |              |
| XXI     | 2007-08   | Northampton Saints  | Exeter Chiefs       |              |
| XXII    | 2008-09   | Leeds Tykes         | Exeter Chiefs       |              |
| XXIII   | 2009-10   | Exeter Chiefs       | Bristol Bears       |              |
| XXIV    | 2010-11   | Worcester Warriors  | Cornish Pirates     |              |
| XXV     | 2011-12   | London Welsh        | Cornish Pirates     |              |
| XXVI    | 2012-13   | Newcastle Falcons   | Bedford Blues       |              |
| XXVII   | 2013-14   | London Welsh        | Bristol Bears       |              |
| XXVIII  | 2014-15   | Worcester Warriors  | Bristol Bears       |              |
| XXIX    | 2015-16   | Bristol Bears       | Doncaster Knights   |              |
| XXX     | 2016-17   | London Irish        | Yorkshire Carnegie  |              |
| XXXI    | 2017-18   | Bristol Bears       | Ealing Trailfinders |              |
| XXXII   | 2018-19   | London Irish        | Ealing Trailfinders |              |
| XXXIII  | 2019-20   | Newcastle Falcons   | Ealing Trailfinders |              |
| XXXIV   | 2020-21   | Saracens            | Ealing Trailfinders |              |
| XXXV    | 2021-22   | Ealing Trailfinders | Doncaster Knights   |              |
| XXXVI   | 2022-23   | Jersey Reds         | Ealing Trailfinders |              |
| XXXVII  | 2023-24   | Ealing Trailfinders | Cornish Pirates     |              |
| XXXVII  | 2024-25   | Ealing Trailfinders | Bedford Blues       |              |
| XXXVIII | 2025-26   | A disputarse        | A disputarse        | A disputarse |

## Palmarés
| Equipo              | Campeonatos | Años                   |
| Bristol Bears       | 4           | 1999, 2005, 2016, 2018 |
| Newcastle Falcons   | 3           | 1993, 2013, 2020       |
| Northampton Saints  | 3           | 1990, 1996, 2008       |
| Rotherham Titans    | 3           | 2000, 2002, 2003       |
| Leeds Tykes         | 3           | 2001, 2007, 2009       |
| Worcester Warriors  | 3           | 2004, 2011, 2015       |
| Saracens            | 3           | 1989, 1995, 2021       |
| Ealing Trailfinders | 3           | 2022, 2024, 2025       |
| London Irish        | 2           | 2017, 2019             |
| London Welsh        | 2           | 2012, 2014             |
| London Scottish     | 1           | 1992                   |
| Bedford Blues       | 1           | 1998                   |
| Harlequins          | 1           | 2006                   |
| Richmond            | 1           | 1997                   |
| Rosslyn Park        | 1           | 1988                   |
| Rugby Lions         | 1           | 1991                   |
| Sale Sharks         | 1           | 1994                   |
| Exeter Chiefs       | 1           | 2010                   |
| Jersey Reds         | 1           | 2023                   |